# パヴレ・カラジョルジェヴィチ
パヴレ・カラジョルジェヴィチ（セルビア語: Павле Карађорђевић, ラテン文字転写: Pavle Karađorđević、1893年4月27日 - 1976年9月14日）は、最後のユーゴスラビア王ペータル2世の摂政（1934年 - 1941年）。王族カラジョルジェヴィチ家の一員で、ペータル2世の父アレクサンダル1世の従弟にあたり、ユーゴスラビア公の称号を有した。

## 生涯
ペータル1世の弟アルセン・カラジョルジェヴィチと、その妻のアヴローラ・デミドヴァの間の1人息子として、サンクトペテルブルクで生まれた。
イングランドのオックスフォード大学で学び、親しい友人たちも皆イングランド人だったパヴレは、当初イギリスで生涯を過ごすつもりだった。
1923年にはギリシア王子ニコラオスの娘オルガと結婚した。オルガはその母親エレナを通じてロマノフ家の血を引いており、ケント公爵夫人マリナの姉であった。ベオグラードで執り行われた結婚式では、ヨーク公アルバート（後のジョージ6世）が花婿付添人を務めた。また当時の王族のならいとして、ガーター勲章を授与された。
1934年10月9日、国王アレクサンダル1世がマルセイユで暗殺されると、暫定王位継承者であるパヴレが幼いペータル2世の摂政に指名された。

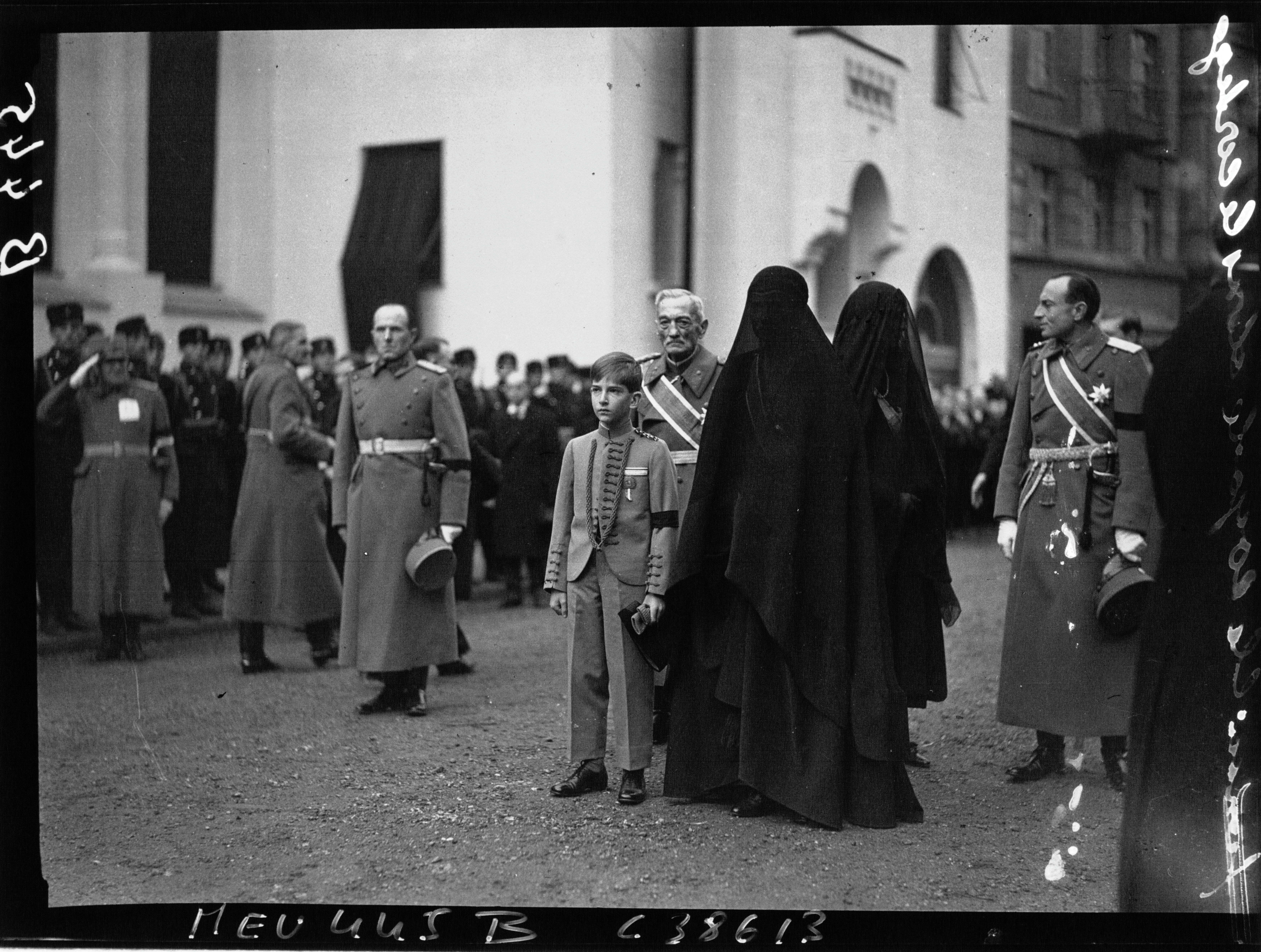
アレクサンダル1世の葬儀 中央にペータル2世・左側にパヴレ摂政

1939年にはクロアチア民族主義者ヴラドコ・マチェクの要求に従いツヴェトコヴィッチ＝マチェク合意（ツヴェトコヴィッチは当時のユーゴ首相）が結ばれ、大クロアチア主義に基づくクロアチア自治州が設置されている。
1941年3月25日に摂政パヴレはユーゴスラビアの日独伊三国軍事同盟加盟条約の調印を行ったが、この加盟に反対する大規模なデモが首都ベオグラードで発生した。被後見人であった国王ペータル2世は、親英派の将校団・中産階級政治家と組んで3月27日にユーゴスラビア・クーデター (1941年)を起こし、パヴレは摂政の座を追われた。新たにドゥシャン・シモヴィッチ将軍が組閣を命じられ、ユーゴスラビアは枢軸国側から脱退した。
しかしペータル2世と新政府は、予想されるナチス・ドイツのユーゴ侵攻に対し、イギリスがなんら実効性の有る手段を示さないことに強い危機感を抱くことになる。枢軸国側に再参加することをも視野に入れたドイツとの交渉も芳しい成果は上がらず、4月6日にドイツ軍がユーゴスラビア侵攻を開始すると、ペータル2世は連合国の支援を求めて国外に脱出した。国王はロンドンに亡命政府を樹立し、ユーゴは枢軸国による分割支配に入った。
パヴレとその家族は第二次大戦中、英領ケニアで自宅軟禁状態に措かれた。大戦後の1945年以降、ユーゴスラビアは共産化したため、その後パヴレは1976年9月14日にパリで死去するまで、一度も祖国の土を踏む事は無かった。遺骸はスイスローザンヌ・ボワ＝ド＝ヴォー墓地に葬られた。
2012年10月4日、妻オルガ、次男ニコラ王子の棺とともに、セルビア中部トポラ近郊オプレナツの丘の聖ジョルジェ教会にあるカラジョルジェヴィチ家の大霊廟に改葬された。2016年には長男アレクサンダルも同霊廟に葬られた。
長女イェリサヴェータは1990年に、イギリス外務省の特殊作戦執行部の第二次大戦に関する資料を使ったパヴレの伝記のセルビア語版をベオグラードで出版している。原著自体は1980年に、彼女の二番目の夫ニール・バルフォアがロンドンで出版したものである。

## 子女
妻のオルガとの間に3人の子女をもうけた。
- 長男：アレクサンダル（1924年 - 2016年） - イタリア王女マリーア・ピアと結婚、離婚後リヒテンシュタイン侯女バルバラと再婚。
- 二男：ニコラ（英語版）（1928年 - 1954年） - ロンドンで生まれる。イギリス・バークシャーにて自動車事故で没。未婚。
- 長女：イェリサヴェータ（1936年 - ） - 2004年セルビア大統領選候補。女優キャサリン・オクセンバーグの母親。